# Station Sone (Hyogo)
Sone (曽根駅, Sone-eki) is een spoorwegstation in de Japanse stad Takasago, in de prefectuur Hyōgo. Het wordt aangedaan door de JR Kobe-lijn. Het station dient niet verward te worden met het gelijknamige station in Toyonaka, Osaka. Het station heeft twee zijperrons en drie sporen, waarvan het middelste als passeerspoor wordt gebruikt.

## Treindienst

### JR West
| 1 | ■ JR Kobe-lijn | richting Sannomiya, Amagasaki en Osaka |
| 3 | ■ JR Kobe-lijn | richting Himeji en Aioi                |

## Geschiedenis
Het station werd in 1888 geopend onder de naam Amida aan de spoorlijn tussen Akashi en Himeji. In 1902 werd de naam veranderd in Sone. Het station is in 1982 en 2011 verbouwd.

## Overig openbaar vervoer
Bussen 2 en 4 (van het lokale busvervoerbedrijf)

## Stationsomgeving
- Station Sanyo Sone aan de  Sanyō-lijn
- Kashima-schrijn
- Autoweg 2
- Autoweg 250

(Tōkaidō-lijn<<) · Ōsaka · Tsukamoto · Amagasaki · Tachibana · Koshienguchi · Nishinomiya · Sakura-Shukugawa · Ashiya · Konan-Yamate · Settsu-Motoyama · Sumiyoshi · Rokkomichi · Nada · Sannomiya · Motomachi · Kōbe · Hyōgo · Shin-Nagata · Takatori · Suma-Kaihinkōen · Suma · Shioya · Tarumi · Maiko · Asagiri · Akashi · Nishi-Akashi · Okubo · Uozumi · Tsuchiyama · Higashi-Kakogawa · Kakogawa · Hoden · Sone · Himeji-Bessho · Gochaku · Himeji · (>>Sanyō-lijn) 

Wadamisaki-lijn: Hyōgo · Wadamisaki